# Pachyaphonus
Pachyaphonus is een geslacht van rechtvleugeligen uit de familie krekels (Gryllidae). De wetenschappelijke naam van dit geslacht is voor het eerst geldig gepubliceerd in 1954 door Lucien Chopard.

## Soorten
Het geslacht Pachyaphonus omvat de volgende soorten:
- Pachyaphonus bicolor Chopard, 1954
- Pachyaphonus murzini Gorochov, 2005